# Oskar Hermansson
Oskar Herman Hermansson, född 17 september 1889, Kisa socken, död 11 juni 1951, Västanholm, Södra Vi, Kalmar län , var en svensk missionär i Östturkestan (Xinjiang), Kina och i Indien.
Oskar Hermansson föddes i Kisa och var ett av fem barn till Herman Johansson (1855-1942) och Karolina Jakobsdotter (1857-1934). Han genomgick Missionsskolan (från 1950 Teologiska seminariet) 1914-1918 och fortsatte sedan med språkstudier 1918-1920. År 1920 reste han ut som missionär vid Östturkestansmissionen och var verksam där ända fram till 1938. Bland annat var han föreståndare för tryckeriet i Kashgar. Han studerade även vid School of Oriental Studies, Kairo, 1927-1928. Efter Östturkestan fortsatte missionsarbetet i Indien.
Oskar var ledamot för missionsrådet och var hedersledamot av Brittiska och av Utländska Bibelsällskapet 1946. Han har arbetat mycket litterärt, inte minst med översättningar. Tillsammans med Gustaf Ahlbert översatte han bibeln till det östturkiska språket.